# 말레이나무쥐
말레이나무쥐(Pithecheir parvus)는 설치류의 일종이다. 말레이시아에서만 발견된다.

## 특징
꼬리 길이 179~205mm를 제외한 몸길이가 156~175mm인 보통 크기의 설치류로 발 길이는 26~30mm이고 귀 길이는 15~19mm, 몸무게는 최대 135g이다. 털이 아주 길고 부드럽다. 등 쪽은 갈색빛의 붉은색을 띠고, 배 쪽은 크림색과 흰색이다. 귀가 짧고 반투명하다. 주둥이는 비교적 짧다. 핵형은 2n=50, FN=64이다.

## 생태
나무 위에서 주로 생활하는 수상성 동물이고, 야행성이다. 먹이는 주로 식물이다. 암컷은 한 해에 적어도 4번, 한 번에 2마리의 새끼를 낳는다. 새끼는 젖을 떼기 전까지는 어미 젖에 매달려서 산다. 기대 수명은 포획 상태에서 3년이다.

## 분포 및 서식지
끄라 지협 남쪽 말레이반도에 널리 분포한다. 해발 최대 1,200m 이하의 습윤 또는 일차림 열대 우림에 서식한다. 이차림에서 발견되기도 하지만 어느 정도 내성을 갖고 있는 지는 알려져 있지 않다.